# Max Schreiber (Politiker, 1869)
Oskar Max Schreiber (* 8. Mai 1869 in Leutewitz bei Riesa; † 29. August 1929 in Leipzig) war ein deutscher Landwirt und Politiker (Deutsche Reformpartei, DNVP, SLV). Von 1909 bis 1929 war er Abgeordneter des Sächsischen Landtages.

## Leben
Nach dem Besuch der Volksschule in Leutewitz, der Bürgerschule in Riesa und des Königlichen Gymnasiums in Dresden-Neustadt wandte sich Schreiber der Landwirtschaft zu. Er lernte in Wuhnitz bei Lommatzsch und bewirtschaftete anschließend das ehemalige Gut seines bereits 1874 verstorbenen Vaters in Leutewitz, das jetzt seiner Schwester gehörte. Seit 1893 war er Gutsbesitzer in Mischwitz bei Meißen. In dem Ort fungierte er auch als Gemeindevorsteher.
Seit seiner Gründung im Jahr 1893 gehörte Schreiber dem Bund der Landwirte (BdL) an. Seit 1909 war er stellvertretender Vorsitzender des BdL im Bezirk Meißen. Seit 1919 war er Funktionär des Sächsischen Landbundes und seit 1926 auch des Reichslandbundes. Ab 1928 war Schreiber Vorsitzender des Sächsischen Landbundes und Mitglied des Bundesvorstands des RLB.
Von 1909 bis 1918 vertrat Schreiber für die Deutsche Reformpartei den 18. ländlichen Wahlbezirk in der II. Kammer des Sächsischen Landtags. Er war in dieser Zeit Hospitant in der Fraktion des Konservativen Landesvereins. In der Weimarer Republik gehörte er dem Sächsischen Landtag erneut an. In den drei Wahlperioden von 1920 bis 1929 war er Mitglied der Fraktion der Deutschnationalen Volkspartei. Nachdem sich der Sächsische Landbund 1929 zur Kandidatur mit einer eigenen Liste entschlossen hatte, gehörte Schreiber dem 4. Sächsischen Landtag als Abgeordneter des Sächsischen Landvolks an und führte ihre Fraktion. Er verstarb jedoch bereits wenige Monate nach dem Beginn der neuen Wahlperiode. Kurz vor seinem Tod soll es in der Fraktion zu heftigen Auseinandersetzungen über eine mögliche Regierungsbeteiligung des SLV gekommen sein.